# Schwaz

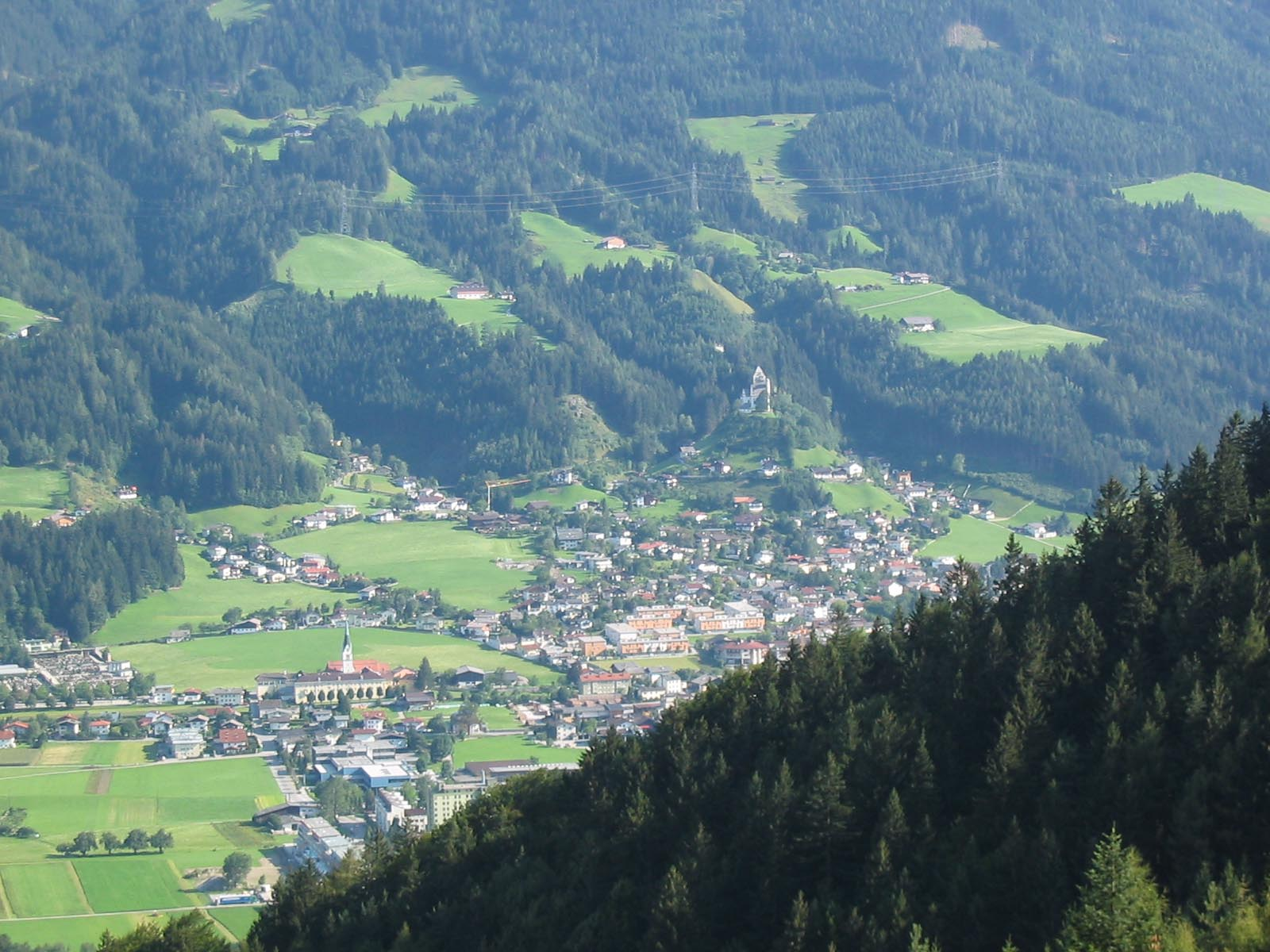
Schwaz

Schwaz este un oraș în Austria.